# Großpiesenham
Großpiesenham ist ein Dorf im Innviertel von Oberösterreich wie auch Ortschaft der Gemeinde Pramet im Bezirk Ried im Innkreis. Es ist der Geburtsort von Franz Stelzhamer (1802–1874), dem bekanntesten Mundartdichter des süddeutschen Sprachraumes.

## Geographie
Der Ort befindet sich knapp 8 Kilometer südlich von Ried im Innkreis, am Nordfuß des mittleren Hausruck zum Innviertler Hügelland (südliches Innviertel) hin.
Das Dorf liegt 1½ Kilometer südöstlich des Orts Pramet auf 540 m ü. A. am Windischhuber Bach im Gebiet des Oberlaufs der Oberach, einem Zufluss der Antiesen bei Ried.
In dem Dorf leben 124 Einwohner in knapp 50 Gebäuden.
| Pramet   | Gutensham                                   | Senzenberg (Gem. Pattigham) |
| Knirzing | Kompassrose, die auf Nachbargemeinden zeigt | Noxberg                     |
|          | Kleinpiesenham                              | Windischhub                 |

## Geschichte
Im Hochmittelalter gehörte der Ort zu Passau, samt Kleinpiesenham. Der bairische -ham-Name ist in einem Passauer Urbar um 1260 erwähnt. Bis 1779 war die Gegend bayrisch (damals Innbaiern), und bis 1783 (Gründung des Bistums Linz) passauerisch. Bis 1784 gehörte sie zur Pfarre Waldzell, bis 1884 zur Gemeinde Schildorn, bis 1887 auch zur Pfarre ebenda.
| 1260 | 1788 | 1811 | 1869 | 1951 | 1961 | 1971 | 1981 | 1991 | 2001 | 2011   |
|      |      | 162  | 169  | 173  | 147  | 136  | 136  | 136  | 134  | 133    |
| 4    | 21   |      | 31   | 31   | 33   | 33   | 36   | 40   | 43   | (47) ∗ |

∗ Adressen 2014

## Wirtschaft
Das Gebiet um Pramet ist Teil eines alten Kohlereviers, das bis in die 1960er Jahre in Betrieb war. Bis in das 19. Jahrhundert war es durch kleine Bergbauunternehmer („Bauernbergbau“) gekennzeichnet.
2001 waren im Ort – bei 42 Haushalten – acht land- und forstwirtschaftliche Betriebe registriert.

## Sehenswürdigkeiten

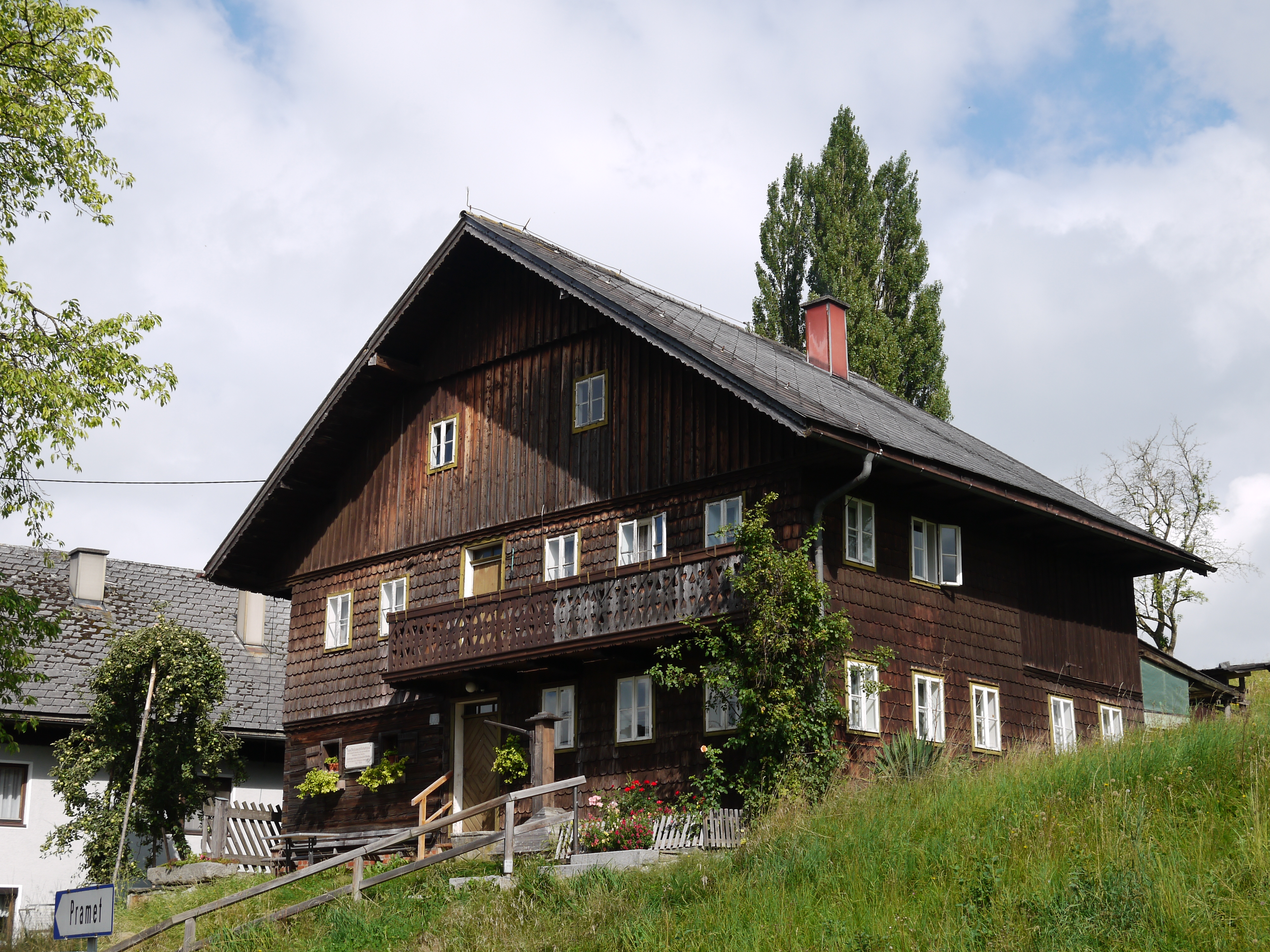
Der Museumshof Stelzhamerhaus

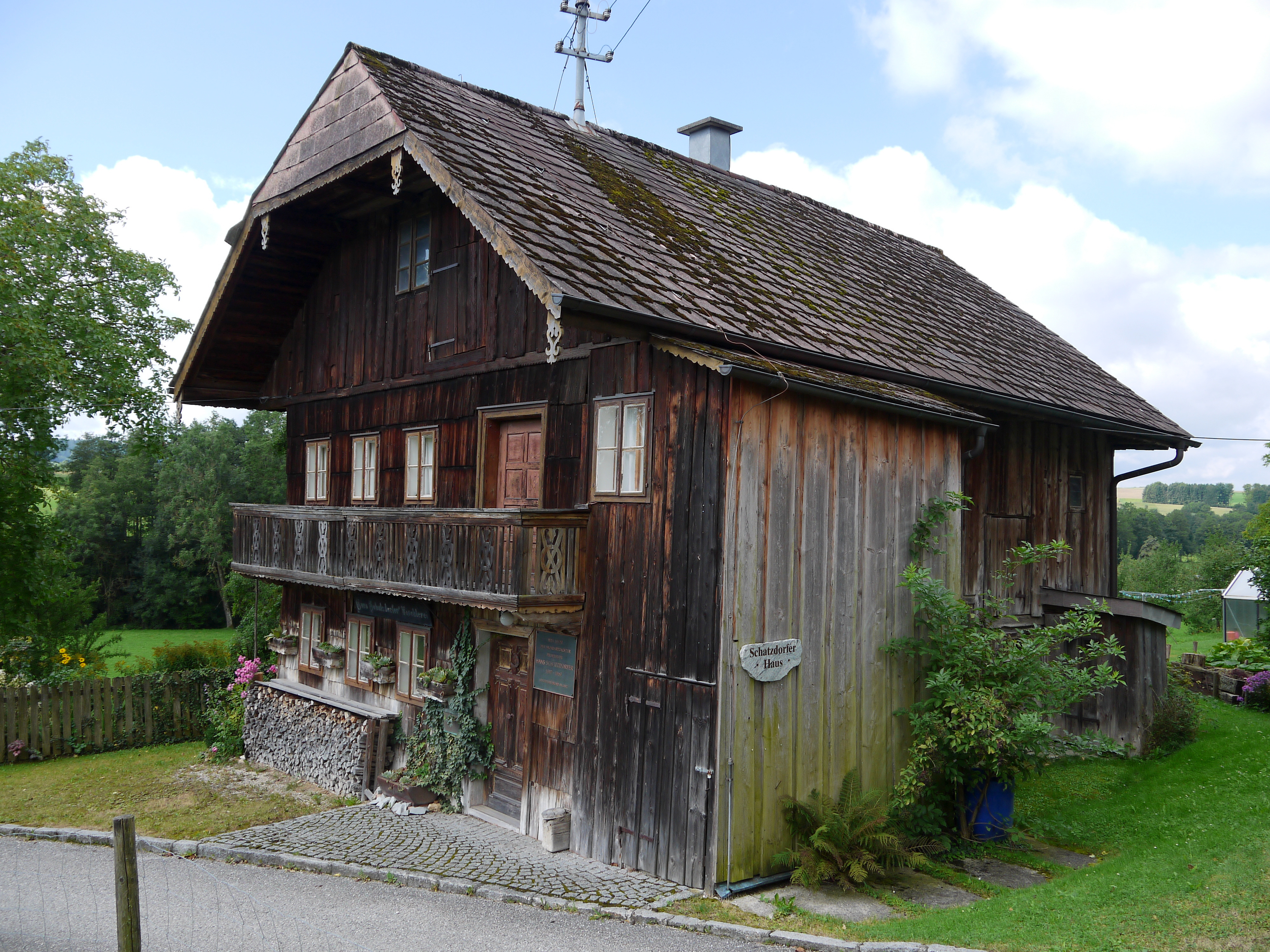
Das Schatzdorferhaus

Das Stelzhamerhaus, das denkmalgeschützte Geburtshaus Franz Stelzhamers, befindet sich im Ortszentrum von Großpiesenham. Es ist ein kleines Holzblockhaus, in dem das vollständig erhaltene Muadastüberl samt Originaleinrichtung besichtigt werden kann. Auch Wanderwege mit aufgestellten Tafeln, die Werke des Dichters präsentieren, wurden angelegt.
Das Tischlerbauernhäusl, gegenüber vom Stelzhammerhaus, stammt aus dem 17. Jahrhundert und ist samt vollständig erhaltenem Inventar ebenfalls zu besichtigen.
Etwa 100 Meter vom Ortszentrum entfernt befindet sich die Geigenbauerwerkstatt der Familie Schatzdorfer. Dieses Schatzdorferhaus, das 1997 zum 100. Geburtsjubiläum von Franz Stelzhamer renoviert wurde, steht ebenfalls unter Denkmalschutz.